# Casa della responsabilità
Casa della responsabilità è un progetto politico nato a seguito dell'entrata in governo del Partito della Libertà Austriaco (FPÖ) capeggiato da Jörg Haider e successivamente alla campagna di raccolta firme denominata Braunau setzt ein Zeichen (lett. "Braunau segna una svolta"), avviata dal quotidiano di Braunau Braunauer Rundschau.

## Descrizione
L'appello provoca la reazione del politologo Andreas Maislinger di Innsbruck che propone di istituire una “Casa della responsabilità” nei locali della casa natale di Adolf Hitler. Un'idea presentata dal Braunauer Rundschau il 4 maggio 2000: volontari provenienti dai paesi dell'UE, prestatori di servizio civile austriaci ed ex prestatori di servizio civile all'estero vivrebbero e lavorerebbero insieme all'interno della casa per garantire un continuo scambio di idee. Distribuita su tre piani, la House of Responsibility dovrebbe divenire qualcosa di completamente nuovo. La Unerwünschte Erbe (lett. "Eredità indesiderata") e la trattazione del passato nazionalsocialista verrebbero sistemate al pianterreno.
Il primo piano sarebbe dedicato al presente, per offrire un aiuto concreto alla comunità, per esempio tramite l'Associazione per il Servizio Civile all'Estero, ma anche con progetti a favore dei diritti umani e del Terzo Mondo. Il terzo piano invece rappresenterebbe un luogo dove elaborare idee per un futuro più pacifico.
Il progetto non ha potuto essere realizzato negli anni seguenti. Solo l'idea di fondo è rimasta: assumersi impegni di responsabilità umanitaria proprio nella città di nascita di Adolf Hitler. Nel 2005 il proprietario di una casa situata nelle immediate vicinanze della casa natale, nella Salzburger Vorstadt, 5 (ex grande magazzino Brandmayr), offre a Maislinger di realizzare questo progetto nella propria abitazione.